# ديفيد هنت
ديفيد هنت (بالإنجليزية: David Hunt)‏ (17 أبريل 1959 بليستر في المملكة المتحدة - ) هو لاعب كرة قدم بريطاني في مركز الوسط. لعب مع أستون فيلا وديربي كاونتي ونادي بيرتن ألبيون ونوتس كاونتي ونادي مانسفيلد تاون.

## وصلات خارجية
- ديفيد هنت على موقع قاعدة بيانات كرة القدم.إي يو (الإنجليزية)